# Kevin Kotzur
Kevin James Kotzur (La Vernia, 3 novembre 1989) è un cestista statunitense.